# エリカ・サリバン
エリカ・サリバン（Erica Sullivan、2000年8月9日 - ）はアメリカ合衆国の女子競泳選手。2020年米国オリンピックトライアルの1500m自由形で2位になり、 2020年の東京オリンピックに出場し、銀メダルを獲得した。媒体によってはエリカ・サリヴァンとも記述される。

## 経歴

### 2018パンパシフィック選手権
2018年8月に東京で開催されたパンパシフィック水泳選手権で米国代表として参加。800m自由形決勝で8分26秒27のタイムを出して5位、1500m自由形決勝で16分16秒07のタイムを出して9位、400m自由形のヒートで4分14秒68のタイムで14位になった。

### 2020年東京オリンピック
2020年東京オリンピックに1500m自由形で米国オリンピック水泳代表チームとして出場した。2021年7月28日に東京アクアティクスセンターで開催された1500ｍ自由形のレースで15分41秒41の記録を出し、15分37秒34のケイティ・レデッキーに続く2着となり銀メダルを獲得した。ドイツのサラ・コーラーは15分42秒91で銅メダルだった。オリンピックで女子の1500mが実施されたのは史上初。

## 人物
父親はウィスコンシン大学の元水泳選手であるジョンで、エリカ・サリバンが16歳のときに食道癌で死去した。この影響により精神的ショックを受け心的外傷を負った。「2017年に父を亡くし、16歳だった2018年はストレスによるどん底で、不安、パニック、鬱、PTSDを乗り越えなければならず、それを乗り越えられた自分を誇りに思う」とオマハでのオリンピック選考会で語った。
2014年8月4日にYouTubeチャンネルを開設し、水泳関連のコンテンツを公開している。2014年12月14日に公開した最初の動画は、2014年12月の全米水泳選手権大会で自分が所属するチームであるネバダ・サンドパイパーを紹介するvlogだった。
サリバンはレズビアンである。
サリバンの母親である昌子は日本人。このため読み書きは勉強中だが、流ちょうに日本語を話すことができる。